# Joanni Maurice Perronet
Joanni Maurice Perronet, uváděn i jako Jean Maurice Perron(n)et (19. října 1877, Paříž – 1. dubna 1950, tamtéž) byl francouzský malíř a profesionální šermíř, který získal na Letních olympijských hrách 1896 v Athénách stříbrnou medaili v soutěži mistrů šermu fleretem.

## Životopis
Byl synem hudebního skladatele Joanni Perroneta staršího a Blanche Guérardové. V roced 1901 se oženil s písařkou Leontinou Hornbacherovou. V té době pracoval v obchodní sféře. V roce 1908 se stal generálním tajemníkem Divadla Sarah Bernhardtové. Byl známý především jako malíř, namaloval mnoho akvarel s tématem bretaňského pobřeží, maloval i reklamní plakáty pro železniční společnosti i portréty Sarah Bernhardtové. V letech 1910 – 1913 vystavoval své obrazy v Salónu francouzských umělců. Za 1. světové války maloval i na frontě, sedm jeho obrazů s válečnými výjevy nakoupilo v roce 1917 město Paříž.

## Perronet na OH 1896
V mládí se věnoval šermu fleretem a nějaký čas šermu vyučoval. Z tohoto důvodu se mohl zúčastnit na Letních olympijských hrách v Athénách 1896 zvláštní kategorie vypsané pro „mistry šermu fleretem“. Uskutečnila se 7. dubna 1896 bezprostředně po ukončení soutěže amatérů. Utkali se v ní pouze dva soupeři – proti favorizovanému Perronetovi se postavil Řek Leonidas Pyrgos, který zvítězil na zásahy v poměru 3:1.